# Mont Takekurabe
 (septembre 2022).
Le mont Takekurabe est un sommet situé dans la ville de Sakai, dans la préfecture de Fukui, au Japon. Il est composé de deux pics : le pic Nord (964 m) et le pic Sud (1 045 m).